# Grenzach-Wyhlen
Grenzach-Wyhlen là một đô thị thuộc huyện Lörrach bang-Württemberg]], thuộc nước Đức. Đô thị Grenzach-Wyhlen có diện tích 17,32 km². Đô thị này nằm bên hữu ngạn sông Rhine, 7 km về phía đông Basel, và 8 km về phía nam Lörrach.
Bản mẫu:Xã củaLörrach